# Coppa dei Campioni UEFS
La Coppa Europea dei Club Campioni (European Cup of Champion Clubs in inglese) è la prima competizione internazionale per club di calcio a 5 organizzata dalla Union Europea de Futsal a partire dal 1991.
La manifestazione si è svolta a carattere annuale sin dalla sua prima edizione, se si esclude la stagione 2000 quando non è stata disputata. Ad oggi la formazione più titolata è la russa Almaz Mirnyj con tre vittorie. Dopo un iniziale dominio delle squadre iberiche, la coppa negli ultimi anni è stata ad appannaggio delle formazioni russe tra cui la già detta Almaz è lo Spartak Moskva.

## Edizioni
| Anno e Ospitante                   |                            | Podio                      | Podio                  | Podio |
| Anno e Ospitante                   | Prima                      | Seconda                    | Terza                  |       |
| ---------------------------------- | -------------------------- | -------------------------- | ---------------------- | ----- |
| 1991 Jaén, Spagna                  | Oliva Secavi Jaen F.S.     | Correio da Manha Lisboa    | Kosmos Netopyr Havirov |       |
| 1992 Setúbal e Lisbona, Portogallo | Oliva Secavi Jaen F.S.     | Estrelas da Avenida Lisboa | Maja Senica Bratislava |       |
| 1993 Palma di Maiorca, Spagna      | Correio da Manha Lisboa    | Buades Electricista        | P.D. Senica            |       |
| 1994 Cadice, Spagna                | Correio da Manha Lisboa    | C.P. Virgili Cadiz         | Poligran Moskva        |       |
| 1995 Cadice, Spagna                | Puerto Santa Maria Hogasur | Belomar Lisboa             | Spartak Moskva         |       |
| 1996 Havířov, Repubblica Ceca      | P.D. Senica                | Poligran Moskva            | BAT Havirov            |       |
| 1997 Guimarães, Portogallo         | FJ Antunes Lasa            | C.D. Palicrisa Badajoz     | Koncentrat Yakutsk     |       |
| 1998 Sousel, Portogallo            | G.D. 1° de Maio Barreiro   | Spartak Moskva             | Izolex-Brazil Košice   |       |
| 1999 Ibiza, Spagna                 | Almaz Mirnyj               | FJ Antunes Lasa            | Gasifred AT Ibiza      |       |
| 2001 Mosca, Russia                 | Vorto-Spartak-2            | Energetik Novukoml         | Almaz Mirnyj           |       |
| 2002 Košice, Slovacchia            | Spartak Moskva             | Spartak Vitebsk            | Izolex Košice          |       |
| 2003 Mosca, Russia                 | Dinamo Moskva              | Almaz Mirnyj               | Slov Matic Bratislava  |       |
| 2004 Solnechnogorsk, Russia        | Almaz Mirnyj               | Ellast Novukoml            | ChemComex Praga        |       |
| 2005 Mosca, Russia                 | Almaz Mirnyj               | Jerevan Slavicin           | Refordenia Alicante    |       |

## Statistiche per squadra
| Vittorie | Squadra                    | Anno/i           |
| -------- | -------------------------- | ---------------- |
| 3 volte  | Almaz Mirnyj               | 1999, 2004, 2005 |
| 2 volte  | Oliva Secavi Jaen F.S.     | 1991, 1992       |
| 2 volte  | Correio da Manha Lisboa    | 1993, 1994       |
| 2 volte  | Spartak Moskva             | 2001, 2002       |
| 1 volta  | Puerto Santa Maria Hogasur | 1995             |
| 1 volta  | P.D. Senica                | 1996             |
| 1 volta  | FJ Antunes Lasa            | 1997             |
| 1 volta  | G.D. 1° de Maio Barreiro   | 1998             |
| 1 volta  | Dinamo Moskva              | 2003             |